# Frederic Rzewski
Frederic Anthony Rzewski (IPA: ʒɛfski, Westfield, Massachusetts, 1938. április 13. – Montiano, Olaszország, 2021. június 26.) amerikai zeneszerző és zongorista volt, aki korának egyik legfontosabb zeneszerzőjének számított. Szerzeményei, például a minimalista stílusú "Coming Together" és a "The People United Will Never Be Defeated!" gyakran társadalmi és politikai témájúak voltak, utóbbit "modern klasszikusnak" nevezték.

## Élete
1938. április 13-án született a massachusettsi Westfieldben, lengyel és zsidó származású szülők gyermekeként. Katolikus hitben nevelkedett. Öt éves korában kezdett zongorázni. A Phillips Akadémián, a Harvard Egyetemen és a Princetoni Egyetemen tanult.
1960-ban utazott Olaszországba. Firenzében tanult a Luigi Dallapiccola iskolában, és új stilusú zenét játszott, gyakran improvizatív elemekkel.
Karrierje 1966-ban kezdődött, amikor Alvin Currannal és Richard Teitelbaummal megalapította a Musica Elettronica Viva nevű együttest Rómában. 1971-ben visszatért New Yorkba.
1963-ban házasodott össze Nicole Abbeloos-szal; négy gyermekük volt. Míg nem vált el tőle, életének utolsó húsz évében Françoise Walot volt az élettársa, akitől két gyermeke született. Öt unokája is volt.

## Halála
2021. június 26-án hunyt el, szívroham következtében, Montiano városában. 83 éves volt.